# Festival Genialer Dilletanten

Der Flyer mit den beteiligten Künstlern

Die Veranstaltung Die große Untergangs-Show – Festival Genialer Dilletanten fand am 4. September 1981 im Berliner Tempodrom-Zelt vor 1400 Zuschauern statt. Die gegenüber dem Duden falsche Schreibweise des Wortes „Dilettanten“ war ursprünglich ein Schreibfehler auf dem Flyer.

## Veranstaltung
Auf diesem Festival waren erstmals die aus dem Punk und Post-Punk entstandenen Noise-Bands, experimentelle Rockbands und Künstlergruppen aus West-Berlin zu sehen und zu hören, die sich einerseits von der klassischen Rockmusik-Szene und andererseits von der Sterilität der klassischen Neuen Musik absetzen wollten. Unter den Musikern befanden sich auch viele bildende Künstler, die der damaligen Dominanz des Realismus – sowohl in Berlin Ost als sozialistischer Realismus, als in Berlin West als Kritischer Realismus, später wilde neoexpressive Malerei – etwas anderes entgegensetzen wollten. Die Kunst- und Galerieszene West-Berlins war fast ausschließlich auf Realismus eingestellt. Interdisziplinäres, konzeptionelles und Kunst, die zwischen Genres wirkte, entwickelte sich nur im Untergrund. Solche performative Kunst, wie sie beispielsweise in den Konzerten der englischen Band Throbbing Gristle, die auch ursprünglich aus der Kunst kamen, sichtbar wurden, Performances von Die Tödliche Doris, die sich zwischen Rockkonzert und Kunst-Performance bewegten, waren in West-Berlin fast nur in subkulturellen Orten wie Frontkino, Risiko oder dem SO 36 zu sehen. Der Künstler Martin Kippenberger war zeitweilig Pächter des SO 36. Auch Die Tödliche Doris bestand aus drei Kunststudenten, die experimentelle Filmgestaltung und Visuelle Kommunikation studierten. Was die unterschiedlichen Akteure im Festival der Genialen Dilletanten vereinte, war die Vorstellung einer grenzüberschreitenden, in Gestalt offenen Musik und Kunst, die sich in unterschiedlichster Form ausbilden, zeigen und auch metamorphosieren kann.
Auf der Bühne agierten die Band von Alex Kögler „Wir und das Menschliche E.V.“ mit Frieder Butzmann, Sprung aus den Wolken, DIN A Testbild mit Mark Eins, Die Tödliche Doris mit Dagmar Dimitroff, Wolfgang Müller und Nikolaus Utermöhlen, Einstürzende Neubauten mit FM Einheit, N. U. Unruh und Blixa Bargeld. Außerdem Westbam (als Mitglied der Band „Kriegsschauplatz Tempodrom“ aus Münster), Christiane F. (Wir Kinder vom Bahnhof Zoo) gemeinsam mit ihrem damaligen Freund Alexander von Borsig unter dem Bandnamen Sentimentale Jugend, Gudrun Gut, Max Müller, Padeluun und Mark Reeder. Sowie davor Dr. Motte, noch unter seinem bürgerlichen Namen Matthias Roeingh, mit seiner Band DPA (Deutsch-Polnische Aggression), eine Namensanleihe von DAF (Deutsch-Amerikanische Freundschaft). Der langjährige Leiter des Panoramas bei den Berliner Filmfestspielen Wieland Speck agierte als Moderator der Show.
Die Große Untergangs-Show war der dritte Tag des Festivals „BILD + TON im TEMPODROM“, organisiert von Klaus Mabel Aschenneller und Blixa Bargeld.

## Fortwirkung
Das Festival war Namensgeber des von Wolfgang Müller herausgegebenen Bandes im Merve Verlag. Die Übernahme des Schreibfehlers in den Buchtitel ist, so Wolfgang Müller, ein Beleg, dass ein „genialer Dilletant“ im Unterschied zum „Profi“ zu seinen „Fehlern“ nicht nur stehe, sondern sie als tatsächliche existierende Realität akzeptiert und sie ganz bewusst in sein Werk einbezieht. Durch dieses Festival wurden Bands wie Die Tödliche Doris und Einstürzende Neubauten einem größeren Publikum bekannt. Nicht so bekannt ist dagegen, dass hier ebenfalls zum ersten Mal einige der späteren Köpfe des deutschen Techno auf der Bühne standen und sich auch mit Beiträgen im gleichnamigen Buch beteiligten.
In den 80er Jahren bezeichneten sich Berliner Musiker, die in der Nachfolge dieses Festivals gegen bestehende Traditionen der Popmusik anspielten, als „Geniale Dilletanten“.
Im Essay-Film B-Movie: Lust & Sound in West-Berlin 1979–1989 um Mark Reeder von 2015 wurden erhaltene Dokumentarfilmszenen von Künstlern aus der Zeit und auch vom Festival mit verbindendem nachgedrehten Material zu einer Dokumentation der Kultur und der Zeit verarbeitet.

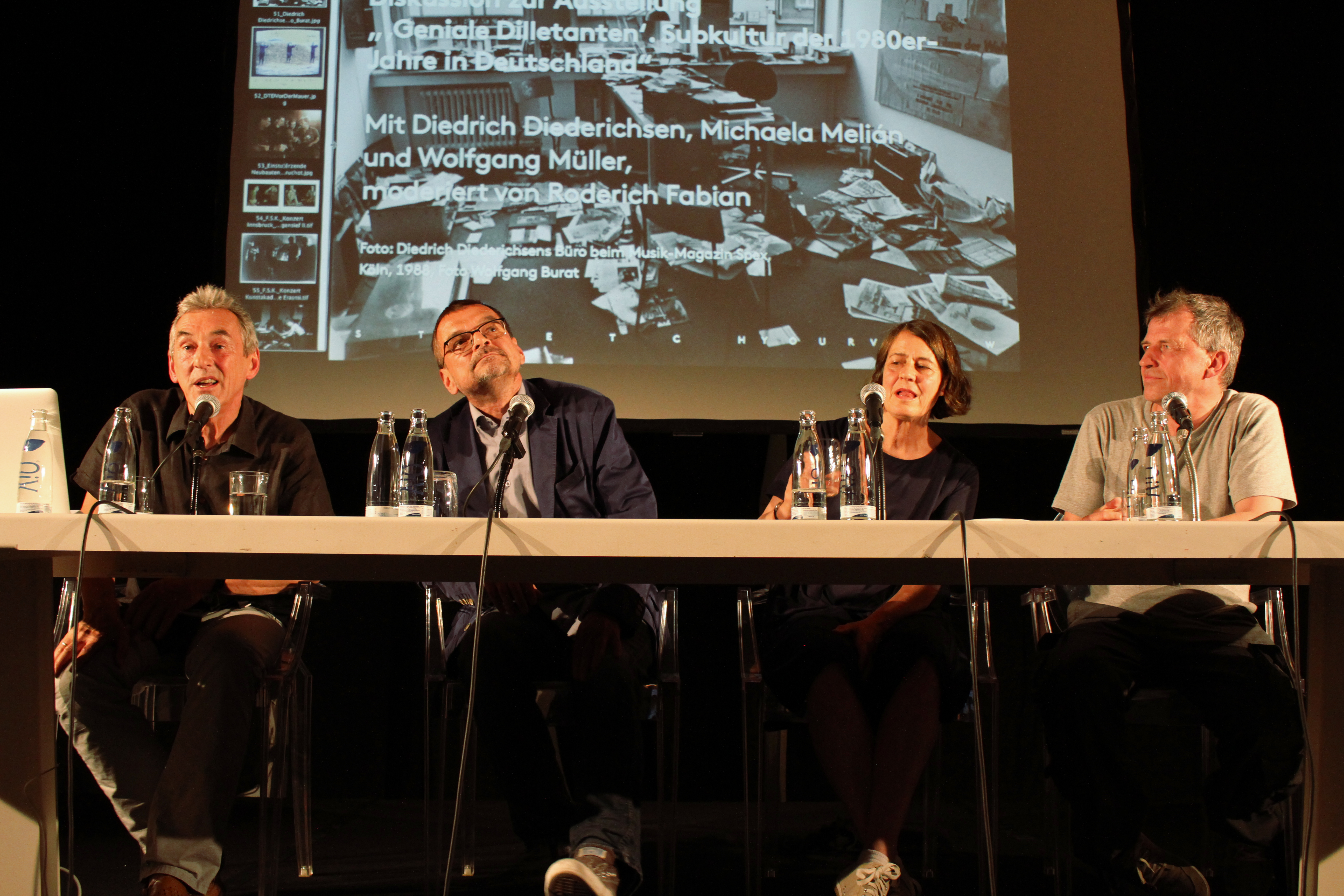
Veranstaltung zur Ausstellung, 2015 im Haus der Kunst, München: Roderich Fabian (Bayerischer Rundfunk) Diedrich Diederichsen, Michaela Melián, Wolfgang Müller (vlnr)

Das Goethe-Institut griff 2015 das Thema auf und gestaltete zusammen mit damals Beteiligten eine Ausstellung Geniale Dilletanten mit Fotos, Filmausschnitten und Musikvideos, die auf einer Tournee weltweit die Underground-Kultur West-Berlins am Anfang der 1980er Jahre vermitteln will. Im Münchner Haus der Kunst wurde die Ausstellung im Sommer 2015 mit Gemälden damaliger bildender Künstler aus der West-Berliner Subkultur kombiniert. Im Hamburger Museum für Kunst und Gewerbe wurde die Ausstellung im Frühjahr 2016 durch die Wohnzimmer-Installation des Berliner Designkritikers Christian Borngräber mit eigenen Arbeiten und denen befreundeter Künstler wie Stiletto, Die Tödliche Doris, Andreas Brandolini, Kunstflug, u. v. a. erweitert.

## Dokumentation
- Die Große Untergangsshow – Festival Genialer Dilletanten – Berlin Tempodrom, 4. September 1981. CD + DVD + 2xLP. Vinyl on Demand, Friedrichshafen 2005.
- B-Movie: Lust & Sound in West-Berlin 1979–1989, Essay-Film von 2015 rund um Mark Reeder